# Reno Münz
Reno Morris Münz (Jakarta, 2 oktober 2005) is een in Indonesië geboren Duitse voetballer die voornamelijk als verdediger speelt voor SpVgg Greuther Fürth.

## Carrière
Reno Münz begon op zevenjarige leeftijd met voetballen bij SC Fortuna Köln. Hij bleef daar tien jaar tot hij op 1 juli 2022 naar Bayer 04 Leverkusen verhuisde. Hij maakte 33 optredens in de A-Junior Bundesliga en werd twee keer genomineerd voor de profselectie van Bayer 04 Leverkusen.
Na twee jaar bij de Werkself verhuisde hij op 1 juli 2024 naar SpVgg Greuther Fürth (contract tot 30 juli 2027).

## Clubstatistieken
| Seizoen         | Club            | Competitie      | Competitie | Competitie | Beker | Beker | Overig | Overig | Totaal | Totaal |
| Seizoen         | Club            | Competitie      | Duels      | Goals      | Duels | Goals | Duels  | Goals  | Duels  | Goals  |
| --------------- | --------------- | --------------- | ---------- | ---------- | ----- | ----- | ------ | ------ | ------ | ------ |
| 2024/25         | Greuther Fürth  | 2. Bundesliga   | 20         | 0          | 1     | 0     | 0      | 0      | 21     | 0      |
| 2025/26         | Greuther Fürth  | 2. Bundesliga   | 0          | 0          | 0     | 0     | 0      | 0      | 0      | 0      |
| Carrière totaal | Carrière totaal | Carrière totaal | 20         | 0          | 1     | 1     | 0      | 0      | 0      | 0      |

## interlandcarrieré
Op 6 september 2023 maakte hij zijn debuut voor het Duitse voetbalelftal Onder-19 tegen Engeland (1-0) en hij heeft tot nu toe nog zes wedstrijden gespeeld.